# Умэнь Хуэйкай
Умэнь Хуэйкай (кит. 无门慧开, 1183 — 1260) — деятель чань-буддизма, живший в Китае периода Сун. В японском дзэн-буддизме известен под именем Мумон Экай. Наиболее известен тем, что составил и прокомментировал сборник из 48 коанов «Застава без ворот» (кит. Умэньгуань, яп. Мумонкан).

## Ранняя жизнь и образование
Умэнь Хуэйкай родился на землях Линьаньской управы (территория современного Ханчжоу провинции Чжэцзян). Первым его учителем был Гун Хэшан.
Получил духовное образование, так называемую передачу дхармы от мастера Юэлинь Шигуаня (1143–1217), принадлежавшего в чаньской школе Линьцзи. Юэлинь дал Умэню коан Чжаочжоу о наличии природы Будды у собаки, над которым Умэнь думал шесть лет, прежде чем к нему пришло понимание. Позже Юэлинь подтвердил, что Умэнь верно понял коан, и тот посвятил этому стих:
Раскат грома под ясным голубым небом
Все существа на земле открывают глаза;
Всё под небесами гнётся вместе;
Гора Сумеру вскакивает и танцует.:4

## Карьера
Во многих отношениях Умэнь был классическим эксцентричным мастером Чань. Он многие годы бродил от храма к храму, носил старую грязную одежду, длинные волосы и бороду и работал на полях при храмах. Его прозвали «Хуэйкай Монах».:4
Умэнь составил и прокомментировал сборник 48 коанов «Застава без ворот», когда был главным монахом в монастыре в Лунсяне.
В возрасте 64 лет он основал храм Хуго-жэньван рядом с Западным озером, где он надеялся найти покой, но его посетители постоянно спрашивали указаний.:6, n2

## Работа
Его учение, как показано в его комментариях к Заставе без ворот очень похоже на учение Дахуэй Цзунгао (大慧宗杲; яп.: Daei Sōkō) (1089—1163). Важность «великого сомнения» была одним из его центральных средств учения. Умэнь говорил: «…[понимание Дзэн] лишь вопрос разжигания массы сомнений по всему телу, днем и ночью, без отдыха»:xlii в комментарии к первому коану «Собака Чжаочжоу», он назвал му (無) «раскаленным железным шаром, который ты держишь во рту и который хочешь выплюнуть, но нельзя».:14
Умэнь верил в отрезание всех путей отхода ученику, отсюда и «Застава без ворот». Любые действия, предлагаемые учеником, Умэнь отвергал: «Следуя правилам, поддерживая их, ты связываешь себя без верёвки, но если действуешь путём без запретов, ты еретический демон. …Ясная бдительность — ношение цепей и колодок. Мыслить хорошо и плохо — ад и рай. …ни развитие, ни отступление, ты мертвец с дыханием. Так скажи мне, наконец, как практикуешь?»:xliii14